# It's Never Too Late
«It's Never Too Late» (español: Nunca es demasiado tarde) es el cuarto y último sencillos del álbum Why Do Fools Fall in Love (1981) de Diana Ross. Escrita por el cantante Dan Hartman, fue producida por la misma Ross, quien produjo la totalidad del álbum. La canción pasó desapercibida por el público en Estados Unidos, sin lograr una posición en las listas, alcanzando apenas el #41 en el Reino Unido.

## Listas musicales
| Lista musical (1982) | Posición más alta |
| -------------------- | ----------------- |
| UK Singles Chart     | 41                |